# José Gralha
José Gralha, de son nom complet José Maria Gralha, est un footballeur portugais né le 14 mars 1905 et mort à une date inconnue. Il évoluait au poste d'attaquant.

## Biographie

### En club
Il joue sous les couleurs du club lisboète de Casa Pia dans les années 1920. Il est notamment champion de Lisbonne en 1921 à une époque où la première division portugaise n'existait pas.

### En équipe nationale
International portugais, il reçoit une unique sélection en équipe du Portugal en 1921. Le 18 décembre, il joue le tout premier match de l'histoire de l'équipe nationale contre l'Espagne (défaite 1-3 à Madrid).

## Palmarès
Avec le Casa Pia :
- Champion de Lisbonne en 1921